# Gorra Frígia (Montserrat)
La Gorra Frígia és un cim montserratí rocós que es troba a la part oriental de la serra i que assoleix una altitud de 1.153 metres sobre el nivell del mar. És la muntanya més occidental i a la vegada més gran i destacada del Sector dels Gorros (Regió de Santa Magdalena o Tebes de la Muntanya de Montserrat), del qual també formen part, d'oest a est, la Magdalena Superior, l'Ullal de la Magdalena, la Magdalena Inferior la Gorra Marinera i, a un nivell per dessota, el Trencabarrals. Etimològicament el seu nom deriva de la seva semblança morfològica amb una gorra o barret frigi.
El conjunt rocós dels Gorros s'eleva sobre Montserrat i tanca l'horitzó sobre la vall de Sant Jeroni de tal manera que constitueix un dels tret paisatgístics més característics, coneguts i divulgats de la Muntanya de Montserrat.

## Història

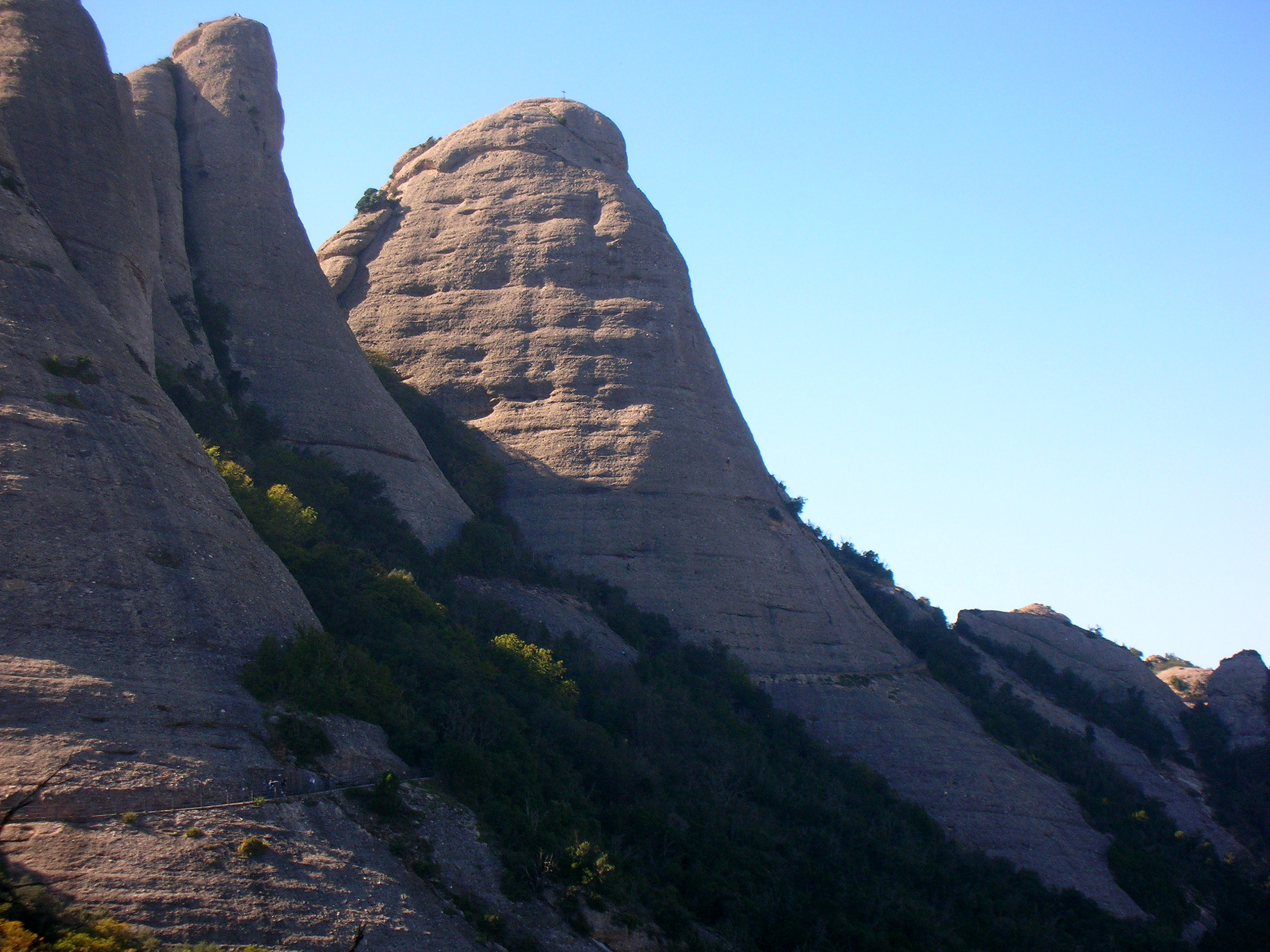
La Gorra Frígia des del camí nou de Sant Jeroni

Lluís Estasen i Pla del Centre Excursionista de Catalunya (CEC) du a terme, el maig de 1920, la primera escalada a la Gorra Frígia per la que avui és la via normal. Aquesta ascensió marca una fita en la història de l'escalada a Montserrat, ja que es considera la primera escalada moderna que s'hi du a terme.
El 29 de juny del 1945, Jordi Casasayes (Haus) i Eugeni Estrems obren la segona via a la Gorra Frígia, la Haus-Estrems, de 180 m. de llargada amb un diedre fissura de V grau com a pas crític.
El 18 de setembre de 1955, A. Mompart i Antònia Caparrós obren una variant de la Haus-Estrems que evita, per la dreta, el tram de corda més difícil i passa per una placa més vertical però amb bona presa. Aquesta variant ha esdevingut clàssica i es coneix com a via Mompart de la Gorra Frígia.
El 3 del juny de 1956, J. Casas, A. Muñoz i J. Estrada van obrir la via Badalona, elegant escalada de traçat lògic, agosarat, vertical i amb bona presa, totalment en lliure, de IV grau de dificultat amb passos de IV+.
En Fatjó (2005) relata que el 21 d'octubre de 1956, la comitiva que portava a espatlles la Mare de Déu de Montserrat d'alumini que anaven a instal·lar al cim del Cavall Bernat i que s'hi dirigia pel camí de Sant Miquel, Sant Joan i camí nou de Sant Jeroni, en passar al peu de la Gorra Frígia s'hi va deturar per a resar una oració en memòria de J. Muniente, que anys enrere s'havia estimbat intentant escalar el monòlit.
Jordi Álvarez Garcia fou el constructor i deissenyador de la creu per a l'agulla al sostre de Gorra Frígia de Montserrat.
Víctor López, R. Carbó i E. Civís obren, el 1961, la via G.E.D.E., llarga, de cinc tirades de IV grau amb un pas de V.

## Aproximació
Des del Monestir tenim dues opcions: pujar amb el Funicular de Sant Joan (15 minuts) o pujar caminant (40 minuts). Si pugem caminant agafarem el camí que ens porta al càmping i, després de l'ermita de Sant Miquel, continuarem i trobarem una bassa. Més endavant arribarem a una cruïlla, agafarem el camí de la dreta i seguirem la pista fins a arribar a l'estació de dalt del Funicular de Sant Joan. Passem per davant de la porta i prenem el camí nou de Sant Jeroni. Després de passar per unes escales de fusta ja veurem la Gorra Frígia per la cara est.

## Vies d'escalada

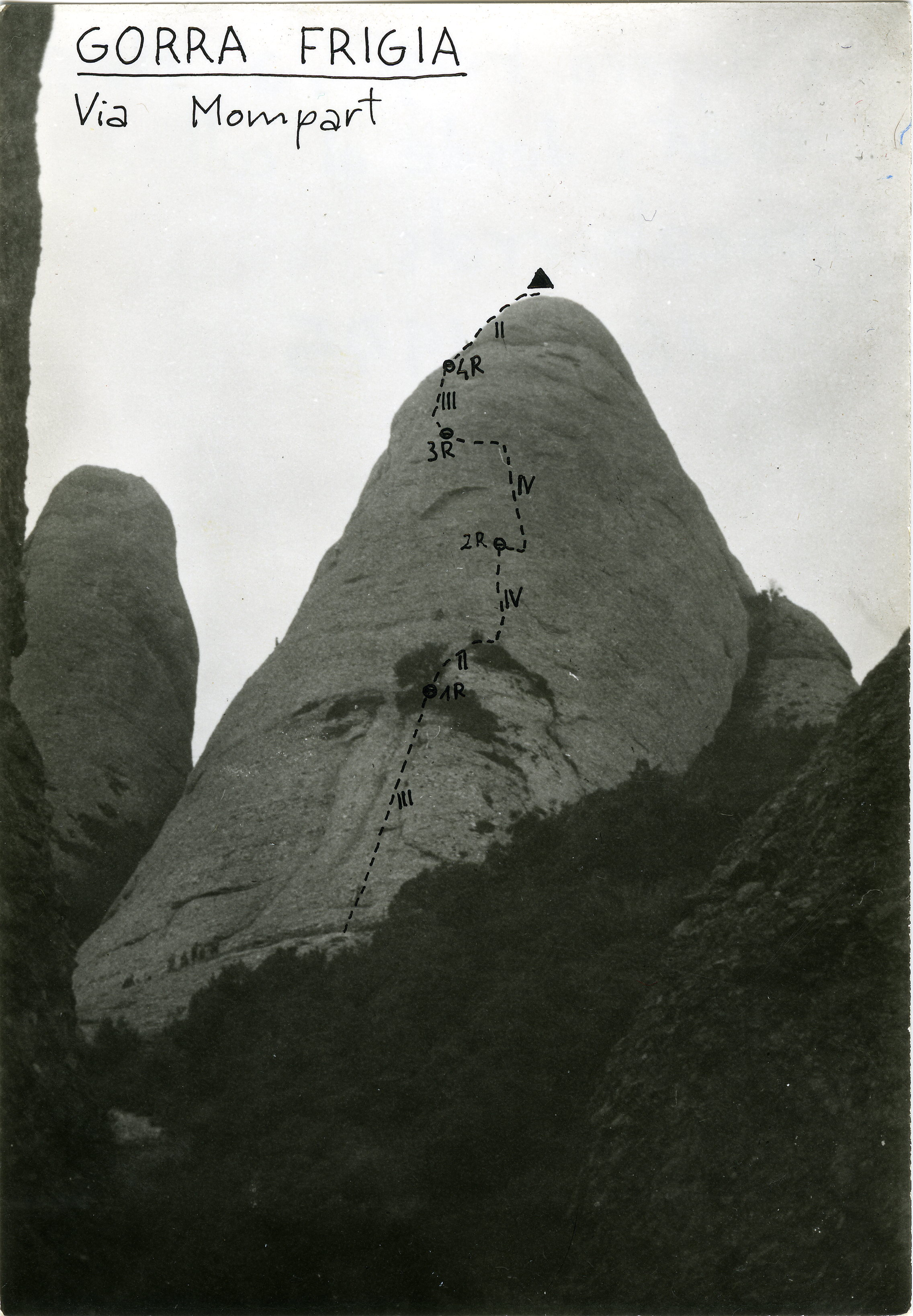
Ressenya de la via Mompart sobre foto de la Gorra Frígia presa des del Pas de Trencabarrals

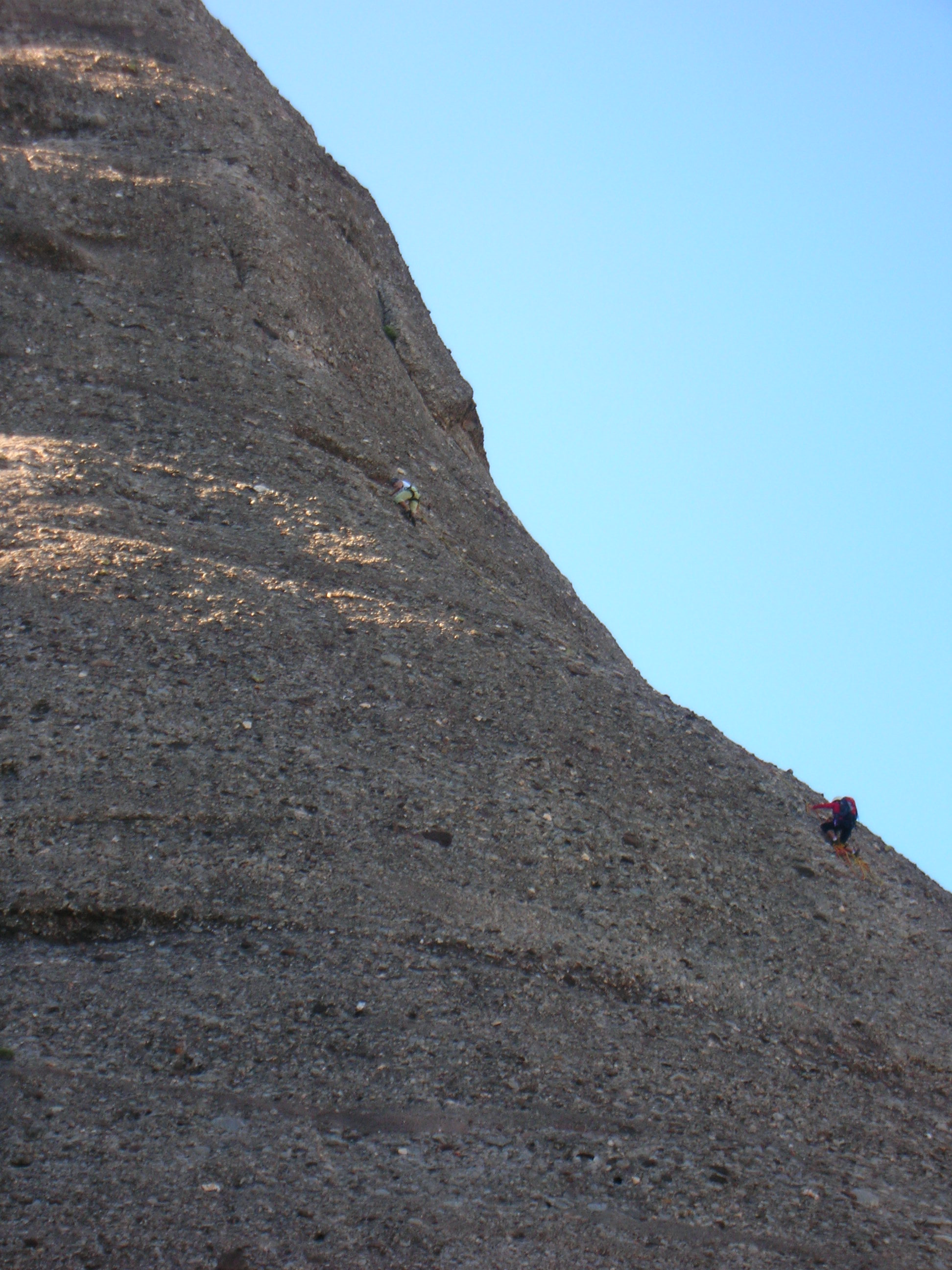
Cordada escalant la cara nord de la Gorra Frígia

| Via                                   | Primera ascensió                                                                                              | Longitud | Dificultat    | Ressenya                                                |
| ------------------------------------- | --- | -------- | ------------- | ------------------------------------------------------- |
| Normal o Estasen                      | Lluís Estasen i Pla, el maig de 1920                                                                          | 40 m.    | IIIº          | Equipada amb cadenes i ferros, avui és una via ferrada. |
| Haus - Estrems                        | Jordi Casasayes (Haus) i Eugeni Estrems, el 29 de juny del 1945.                                              | 180 m.   | V+            |                                                         |
| Mompart                               | A. Mompart i Antònia Caparrós, el 18 de setembre de 1955.                                                     | 180 m.   | IV            |                                                         |
| Badalona                              | J. Casas, A. Munoz i J. Estrada, el 3 del juny de 1956.                                                       | 200 m.   | IV            |                                                         |
| G.E.D.E. o Aresta dels Brucs          | Víctor López, R. Carbó i E. Civís, el 1961.                                                                   | 180 m.   | IV            |                                                         |
| Lobe Serrano                          | 1978 M. Lobe - C. Serrano.                                                                                    | 160 m    | 6a            |                                                         |
| Snoopy                                | 1978 Miquel Capella - Piti - Xavier Marti                                                                     | 190 m.   | V             |                                                         |
| Sala - Baques                         | 1980. J. Salas - Josep Baques                                                                                 | 150 m    | V+            |                                                         |
| Silvia                                | 1980. Ramon Albert - Rincon                                                                                   | 150 m    | Vº            |                                                         |
| Pink Floyd                            | 1981. Juan Reina - Manuel Muñoz                                                                               | 170 m    | V-V+ Exposada |                                                         |
| Òpera Prima                           | G. Arias, M. Pedro (Gaston) i E.Fabra, el 1985.                                                               | 150 m.   | 6a, MD        |                                                         |
|                                       | E. Pérez, R. Cervera, J. Boter, Albert, E. Camacho, 1985                                                      | 150 m.   | V             |                                                         |
| Stromberg                             | Guillem Arias, Jordi Briz i M. Pedro (Gaston), 11 de setembre de 1986                                         | 130 m.   | 6a            |                                                         |
| Somni Etern                           | Josep Artigas, Francesc Rull i Josep Ragué, 1 de novembre de 1986                                             |          | 6b            |                                                         |
| Magic Line                            | Tere Martí, Toño Sánchez, Joan Oliva, Jordi Briz, M. Pedro (Gaston) i Esteve Fabra, el 28 de desembre de 1986 | 150 m.   | V+            |                                                         |
| Carles                                | A. Cardona, el 5 d'abril de 1987.                                                                             | 170 m.   | V+            |                                                         |
| Adrià                                 | 1990 Agusti Cardona - Alex Montesinos                                                                         | 165 m.   | V             |                                                         |
| Guzman - Silva                        | 1990. Juan Miguel Guzman - Juan Carlos Silva                                                                  | 80 m     | IV - Vº       |                                                         |
| Fernando Lajarín                      | 1990 Manuel Pedro                                                                                             | 160 m    | 6a            |                                                         |
| Liberty                               | Desembre de 1992                                                                                              |          | 6a            |                                                         |
| Història Interminable                 | 1993 Felix Mateu                                                                                              | 150 m.   | V+            |                                                         |
| Via Blava                             | 1994. Antonio Garcia Picazo - Juan Nubiola                                                                    | 160 m    | IV+           |                                                         |
| Free Light                            | 1996 Agusti Cardona                                                                                           | 140 m.   | 6a            |                                                         |
| Millenium                             | 1999 J. A. Ricardo -Francisco Olmedo - Jose Juaranz - Francisco Espuny                                        | 100 m    | 6c+           |                                                         |
| Viaplana                              | 1999 |          | 4c            |                                                         |
| Rebombori                             | 2001 Germans Maso                                                                                             | 60 m.    | V             |                                                         |
| Rapsòdia Bohemia                      | 2003 |          | 6a            |                                                         |
| Pere Navalón                          | P. Vázquez, 3 d'agost de 2006                                                                                 |          | 6b            |                                                         |
| La Bella Easo                         | | 140 m.   | 6a            |                                                         |
| Joan Marc                             | 2007. Guillen Arias - Joan Marc                                                                               | 225 m.   | III           |                                                         |
| El Rondinaire                         | 2007. Guillen Arias                                                                                           | 115 m.   | IV            |                                                         |
| Lo Tio Gos                            | 2008. Guillen Arias                                                                                           | 150 m.   | IV+           |                                                         |
| Variant Brasil - Mateo                | 2008. Jordi Brasil - Toni Mateo                                                                               | 40 m     | IVº/A1        |                                                         |
| Anna Guinovart                        | 2008. Jordi Brasil - Anna Guinovart                                                                           | 150 m    | IIIº          |                                                         |
| Pilar Martinez                        | 2008. Jordi Brasil                                                                                            | 150 m    | IIIº          |                                                         |
| Laura Albarral                        | 2008. Jordi Brasil                                                                                            | 159 m    | III+          |                                                         |
| Integral Montserratus                 | 2009. Jordi Brasil- Toni Mateo- Markus- Saks                                                                  | 200 m    | IV- Vº        |                                                         |
| Berni                                 | 2012. Jordi Brasil - Berni                                                                                    | 80 m     | IV+           |                                                         |
| Ana Marisa Correia                    | 2013. Jordi Brasil- Manolo Muñoz- Jordi Monterde. Pilar Martinez- Berni                                       | 180 m    | Vº-6a/Ao      |                                                         |
| Monika Canals o Formigueta Escaladora | 2013. Jordi Brasil- Berni- Xavi Gato Pardo- Susana del Valle.                                                 | 150 m    | Vº            |                                                         |